# سلیم خاوری
سلیم خاوری (نام علمی: Charadrius veredus) نام یک گونه از سرده سلیم‌های طوق‌دار است.